# Вауда-Канавезе
Вауда-Канавезе (італ. Vauda Canavese, п'єм. Vàuda) — муніципалітет в Італії, у регіоні П'ємонт,  метрополійне місто Турин.
Вауда-Канавезе розташована на відстані близько 550 км на північний захід від Рима, 25 км на північ від Турина.
Населення — 1471 особа (2014).
Щорічний фестиваль відбувається 20 серпня. Покровитель — San Bernardo.

## Демографія
Населення за роками:

Станом на 1 січня 2023 року в муніципалітеті офіційно проживав 61 іноземець з 14 країн, серед них 37 громадян країн Євросоюзу.

## Сусідні муніципалітети
- Бузано
- Рокка-Канавезе
- Барбанія
- Сан-Карло-Канавезе
- Фронт
- Сан-Франческо-аль-Кампо